# الفجاج (لودر)

تعديل مصدري - تعديل

الفجاج هي إحدى قرى عزلة زارة بمديرية لودر التابعة لمحافظة أبين، بلغ تعداد سكانها 106 نسمة حسب تعداد اليمن لعام 2004.